# عایشه‌نیل شاملی‌اوغلو
عایشه‌نیل شاملی‌اوغلو (به ترکی استانبولی: Ayşenil Şamlıoğlu) (زادهٔ ۲۰ مارس ۱۹۵۶ - استانبول)، بازیگر، کارگردان و نویسنده تئاتر، سینما و سریال‌های تلویزیون ترکیه است.او همچنین در سریال از ما بهترون به خوبی ایفای نقش کرد
این هنرمند که در سال ۱۹۷۴ وارد دانشکده روزنامه‌نگاری و روابط عمومی دانشگاه استانبول شد، تحصیلات خود را رها کرد و برای تحصیل زبان در فرانکفورت به آلمان رفت. شاملی‌اوغلو، که به تئاتر در اینجا علاقه دارد، در کارهایی با گروه‌های تئاتر آماتور شرکت کرد. عایشه‌نیل شاملی‌اوغلو که پس از بازگشت به ترکیه در دانشکده معماری دانشگاه فنی خاورمیانه تحصیل کرده بود، برای دومین بار تحصیل را ترک کرد و به مدت یک سال در خبرگزاری آناتولی کار کرد و همچنین به طراحی در یک آژانس تبلیغاتی خصوصی علاقه داشت. شاملی‌اوغلو پس از فارغ‌التحصیلی از هنرستان دولتی ایالت آنکارا دانشگاه حاجت‌تپه، گروه تئاتر، در سال ۱۹۸۲ به عنوان بازیگر و دستیار کارگردان در اداره کل تئاترهای دولتی آدانا شروع به کار کرد.
این هنرمند که بین سال‌های ۱۹۸۸ تا ۱۹۸۹ درس‌های تئاتر را در دانشگاه حاجت‌تپه گذراند، مدتی به عنوان دبیرکل تئاترهای امور خارجه فعالیت کرد. عایشه‌نیل شاملی‌اوغلو، نویسنده اثری با عنوان دیپلم جنون که فیلمنامه، کارگردانی و فیلمبرداری آن را تونج باشاران بر عهده داشت، بیشتر به خاطر بازی در سریال‌های تلویزیونی خانم‌های فرخنده و شرایط خانه ما شناخته شد. او با شخصیت «حافظه» که در سریال تلویزیونی همدم من بازی کرد برای مخاطبان بیشتری شناخته شد. این هنرمند که در تئاترهای شهر استانبول و شرکت‌های خصوصی تئاتر مانند شرکت سماور کار می‌کند، کارگردانی و بازیگری را با هم انجام می‌دهد. شاملی‌اوغلو در ۲۹ مه ۲۰۰۹ به عنوان مدیر هنری عمومی تئاترهای شهر استانبول منصوب شد.
این هنرمند همچنین دختر ثروت شاملی‌اوغلو رئیس سابق دیوان محاسبات است. او در هفدهمین دوره جوایز تئاتر عفیفه عضو هیئت داوران بود.

## بعضی از بازی‌های کارگردانی‌شده
- پیله: عدالت آقااوغلو - پانگار - ۲۰۱۶
- پرنده زبان: پلین تمور - تئاتر دستار - ۲۰۱۵
- بازی من ماستیکا: نیلبانو انگیندنیز - تئاتر تولیدی آیسا - ۲۰۰۷
- جایی در وسط جهان: اوزن یولا - تئاتر دولتی استانبول - ۲۰۰۷
- زندانیان آلتونا: ژان-پل سارتر - تئاتر دولتی آنکارا - ۲۰۰۶
- سلیمان و دیگران: ماکس فریش \ یاووز پکمان - شرکت سماور - ۲۰۰۵
- حرم غیررسمی: اوزن یولا - تئاتر شهر استانبول - ۲۰۰۴
- اپرای آقا کولهان: اولکو آیواز - تئاتر دولتی آنتالیا - ۲۰۰۲
- ساختمان (بازی): بهیچ آک - تئاتر دولتی سیواس - ۲۰۰۱
- سرباز خوب شوایک: برتولت برشت - تئاتر دولتی آنتالیا - ۲۰۰۱
- زنبورهای خر: آریستوفان - تئاتر دولتی آنکارا - ۲۰۰۰
- دوشنبه پنجشنبه: موساهیپزاده جلال - تئاتر دولتی آدانا - ۱۹۹۹
- وی.فرانک (بازی): فریدریش دورنمات - تئاتر دولتی آدانا - ۱۹۹۸
- پیله: عدالت آقااوغلو - تئاتر دولتی استانبول - ۱۹۹۷
- مردگان می‌خواهند صحبت کنند: ملیح جودت آندای - تئاتر دولتی استانبول - ۱۹۹۷
- من فوئرباخ‌ام: تانکرد دورست - تئاتر دولتی آنکارا - ۱۹۹۵

## بازیگری در بازی‌ها
- مرده‌ای، شنیدی؟: ییعیت سرتدمیر - تئاتر آلتیدان سونرا - ۲۰۱۳
- اواریستو: جیوان جانوا - تئاتر آلتیدان سونرا - ۲۰۱۳
- نفرین گوزن‌ها: مرادخان مونگان - تئاتر دولتی آنکارا
- گیلگامش: زینب آوجی - تئاتر دولتی آنکارا - ۱۹۹۶
- اشتیاق غمگینی آلتینداع: یاشار سیمن\آدم آتار - تئاتر دولتی آنکارا - ۱۹۹۲
- دومرول دیوانه: گونگور دیلمن - تئاتر دولتی آنکارا - ۱۹۹۰
- عشق ما بزرگترین آتش‌سوزی آکسارای است: گونگور دیلمن - تئاتر دولتی آنکارا - ۱۹۸۹
- آفیفه ژاله: نزیهه آراز - تئاتر دولتی آنکارا - ۱۹۸۷
- در ایستگاه پلیس: سیدنی کینگزلی - تئاتر دولتی آنکارا - ۱۹۸۵

## بازی در فیلم‌ها
- چیزی مفید: پلین اسمر - ۲۰۱۷ گلستان
- تو شب را روشن می‌کنی: اونور اونلو - ۲۰۱۳ دختر شوکت
- افسوس افسوس ۳: هاکان آلگول - ۲۰۱۳ نجلا
- افسوس افسوس ۲: هاکان آلگول - ۲۰۱۰ نجلا
- پرنسس خفته: چاقان ایرماک - ۲۰۱۰
- آی لاو یو : سرمیان میدیات - ۲۰۰۹
- اسرار فرشته: آجلان بویوکتورک‌اوغلو- ۲۰۰۸
- امتحان: عمر فاروق سوراک - ۲۰۰۶
- ساختن: عمر وارگی - ۲۰۰۳
- او هم مرا دوست دارد: باریش پیرهاسان - ۲۰۰۱
- دیپلم جنون: تونج باشاران - ۱۹۹۸

## بازی در مجموعه‌های تلویزیونی
- با مدیر برنامه ام تماس بگیر (۲۰۲۰–۲۰۲۱)
- کنیزها (۲۰۲۰)
- جامعه ژت (۲۰۱۸–۲۰۲۰)
- انتقام شیرین (۲۰۱۶)
- خانواده شوهرم (۲۰۱۴)
- جزر و مد (۲۰۱۴)
- یک تکه کیک (۲۰۱۳)
- گالیپ درویش (۲۰۱۳)
- به قلب اهمیت نده (۲۰۱۳)
- راه بد (۲۰۱۲)
- زن داداش ما (۲۰۱۱)
- تو هم نرو (۲۰۱۱)
- سنگریزه (۲۰۱۰)
- همدم من (۲۰۰۸)
- رز باریک فکر من (۲۰۰۷)
- خانه کابوس: «آمدن دوستان در شب» (۲۰۰۶)
- عشق اول من (۲۰۰۶)
- راز سنگ‌ها (۲۰۰۶)
- پزشکان (۲۰۰۶)
- بی‌نفس (۲۰۰۵)
- طرف اروپایی (۲۰۰۴)
- شرایط خانه ما (۲۰۰۰)
- خانم‌های فرخنده (۱۹۹۳)

## جوایز
- ۱۹۸۸، جایزه بهترین بازیگر نقش مکمل زن توسط مؤسسه هنر برای بازی در نقش کینار خانم در فیلم آفیفه ژاله
- ۱۹۹۷، نام من رگینه است (پیر ری)، جایزه مدیر مؤسسه هنری سال
- ۱۹۹۸، پیله (عدالت آقااوغلو)، جایزه بهترین کارگردانی اسمت کونتای
- ۱۹۹۸، مردگان می‌خواهند صحبت کنند (ملیح جودت آندای)، اسمت کونتای جایزه بهترین کارگردانی
- ۲۰۰۰، دوشنبه پنجشنبه (موساهیپزاده جلال)، جایزه بهترین کارگردان اسمت کونتای
- ۲۰۰۰، دوشنبه پنجشنبه (موساهیپزاده جلال)، باشگاه لیونز چیراعان - جایزه بهترین تهیه‌کننده تورکان کاهرامانکاپتان
- ۲۰۰۰، دوشنبه پنجشنبه (موساهیپزاده جلال)، جایزه بهترین تولید مؤسسه هنری
- ۲۰۰۰، دوشنبه پنجشنبه (موساهیپزاده جلال)، جایزه بهترین کارگردان انجمن منتقدان
- ۲۰۰۰، تئاتر شهر استانبول، حرم غیررسمی (اوزن یولا)، موفق‌ترین جایزه کارگردان آفیفه